# SAS Outeniqua
SAS Outeniqua (A 302) слугував кораблем для військових морських перевезень і танкером-заправником. Експлуатувався ВМС Південної Африки з 1993 по 2004 рік. Під час своєї операційної кар'єри здійснив кілька круїзів до африканських портів і забезпечив підтримку антарктичної дослідницької програми Південної Африки. SAS Outeniqua також був місцем невдалих мирних переговорів між президентом Заїру Мобуто Сесе Секо та лідером повстанців Лораном Кабілою в травні 1997 року.

## Будівництво та придбання
Корабель був побудований на Херсонському суднобудівному заводі в Україні як друге арктичне судно Проекту 10621 і спущено на воду під назвою Олександр Следзюк 6 вересня 1991 р.   Водотоннажність з повним навантаженням становила 21 025 тонн, габарити – 166,3 метрів загальної довжини та 22,6 метрів ширини судна.  В дію корабель приводив дизель MAN B&W 8DKRN-60/195 потужністю 13,200 кВт (17,701 гальм. к. с.). Вона була спроектована таким чином, щоб вона могла пробитися на 1 метр (3,3 фут) льоду під час руху зі швидкістю 2 вузли (3,7 км/год). Олександр Следзюк почав експлуатуватися 3 квітня 1992 року. На наступний день після доставки до судноплавної компанії Аква Лімітед Калінінграда отримав назву Ювент.   
26 лютого 1993 року Ювент був придбаний Armscor за 40 мільйонів рандів від імені ВМС Південної Африки для заміни SAS Tafelberg.    8 червня 1993 року почав експлуатуватися під назвою SAS Outeniqua.  На службі в Південній Африці корабель в основному використовувався для транспортування транспортних засобів та іншого важкого обладнання. Її другорядні ролі включали виконання обов’язків танкера поповнення запасів, підтримку антарктичної дослідницької програми Південної Африки, пошуково-рятувальні роботи та реагування на стихійні лиха.  У 1997 році SAS Outeniqua було визнано найбільшим кораблем ВМС Південної Африки. 

## Оперативна кар'єра

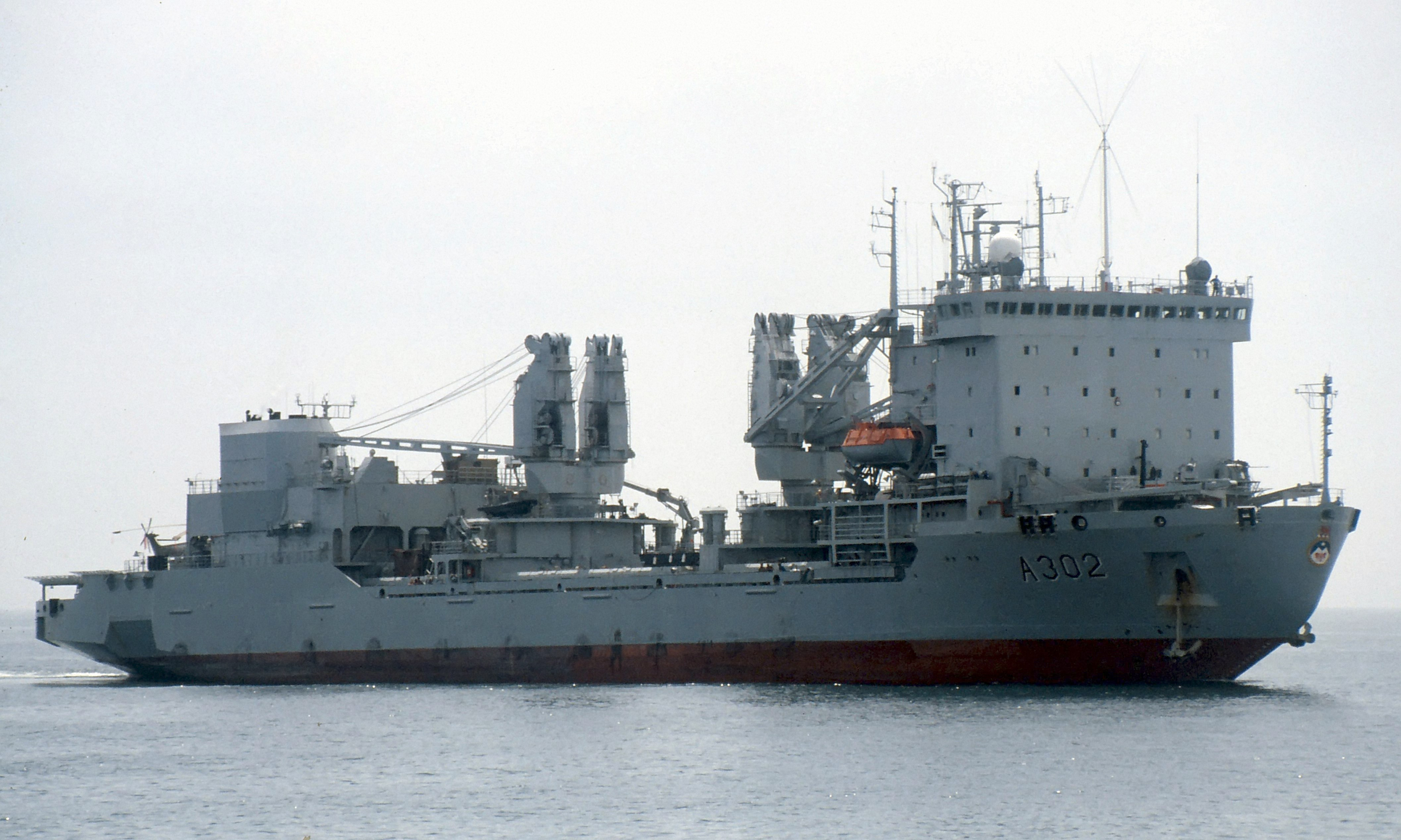
SAS Outeniqua, 1994 рік

Після введення в озброєння SAS Outeniqua здійснив круїз «з показом прапора» до Дурбану, Маджунги на Мадагаскарі, Мороні на Коморських островах і Вікторії на Сейшельських островах між 18 червня та 15 липня 1993 року.  11 серпня 1993 року вона відпливла зі свого порту приписки Саймонс-Таун і здійснила рейс, під час якого доставила сільськогосподарський інвентар до Момбаси в Кенії та мобільний госпіталь до Трієста в Італії. Вона також відвідала різні порти Чорного моря та східного Середземномор’я, перш ніж повернутися до Саймон-тауна 22 жовтня.  У вересні та жовтні 1994 року Outeniqua доставляла продукти харчування для руандійських біженців до Дар-ес-Саламу в Танзанії; це зробило її першим південноафриканським військовим кораблем, який відвідав країну з 1952 року.  Протягом 1994 року Outeniqua також пройшла реконструкцію, під час якої її польотну палубу та ангар було модифіковано, щоб дозволити кораблю керувати двома гелікоптерами Atlas Oryx, і вона була оснащена поповненням морського обладнання та озброєння, що включає малокаліберні гармати та великокаліберні кулемети. 
У середині лютого 1995 року за допомогою Outeniqua було забрано 1200 колишніх політичних в'язнів з острову Роббен.  У липні того ж року вона корабель був частиною південноафриканської оперативної групи з трьох військових кораблів і підводного човна, яка відвідала Мапуту в Мозамбіку та Дар-ес-Салам; під час цієї подорожі Outeniqua організувала бенкет для дипломатів і старших мозамбікських військових.  З травня по вересень 1996 року був проведений ремонт. 

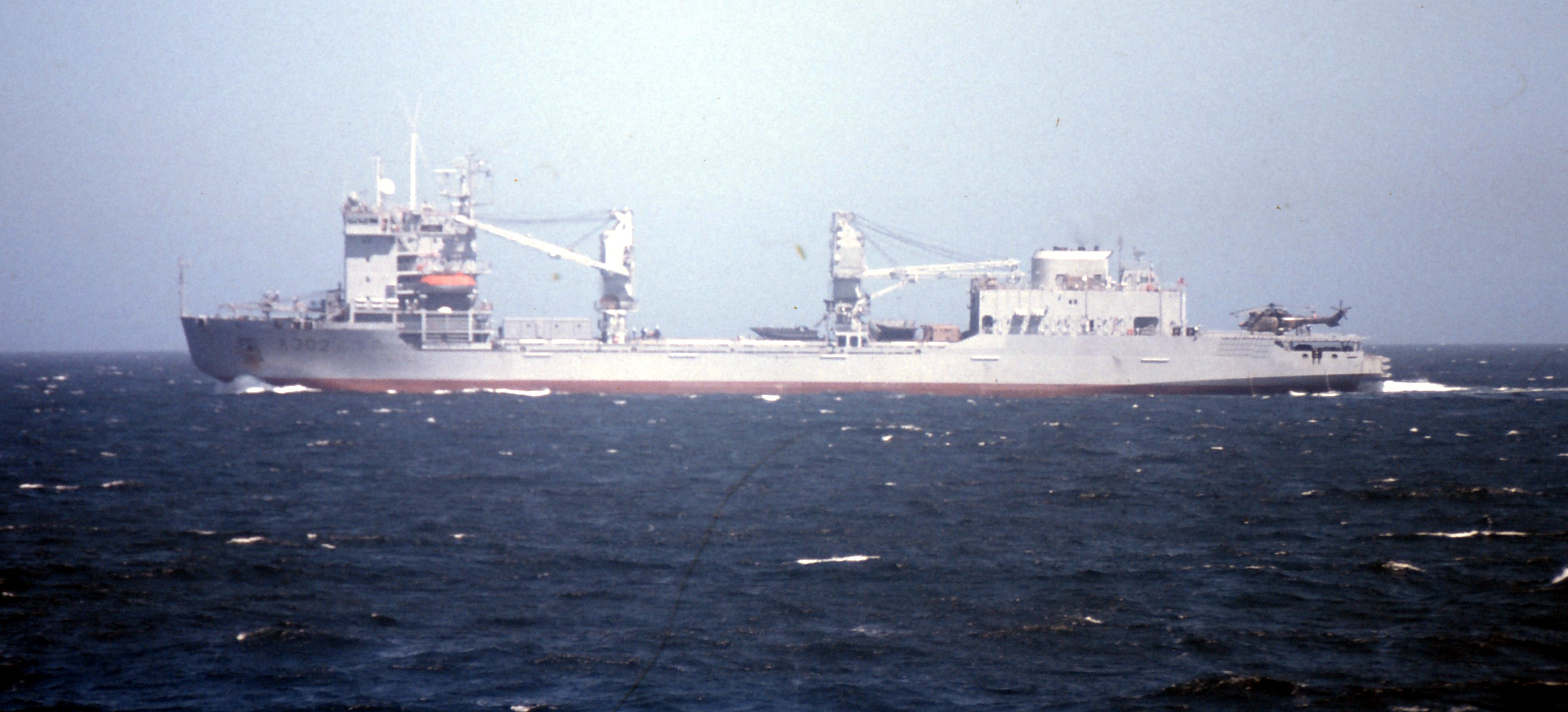
Outeniqua в 1994 році з посадженим вертольотом

Outeniqua провів більшу частину травня 1997 року в Пуент-Нуар в Республіці Конго, щоб стати місцем мирних переговорів між президентом Заїру Мобуто Сесе Секо та лідером повстанців Лораном Кабілою під головуванням президента Південної Африки Нельсона Мандели з наміром покласти край Першої війни в Конго. У той час як переговори велися на борту судна 4 травня, Кабіла відмовився від другої зустрічі, яка була запланована на 14 травня, і з обговорень мало що вийшло.   Між травнем і вереснем 1997 року вона отримала ще один ремонт. 
Наприкінці 1997 року та на початку 1998 року Outeniqua здійснила два рейси для поповнення запасів для групи прогнозів погоди SANAE в Антарктиді. Під час цих місій корабель також відвідав дві шведські бази в Антарктиді, а також Південні Туле та острів Заводовський.  У серпні та вересні 1998 року Outeniqua та два тральщики здійснили круїз із демонстрацією прапора вздовж східного узбережжя Африки та відвідали Мапуту, Дар-ес-Салам та Занзібар.  У 1998 році була встановлена система керування приземлення гелікоптерів.  Протягом 2000 року пілотна кабіна Outeniqua та можливості матеріально-технічного забезпечення були покращені. 
У середині червня 2001 року Outeniqua та мінний мисливець SAS Umhloti відпливли до острова Святої Єлени, де їхні екіпажі відновили могили південноафриканських військовополонених, які загинули під час утримання на острові під час Другої англо-бурської війни.  У серпні 2001 року Outeniqua відпливла на острів Маріон, щоб врятувати двох важкохворих синоптиків. Під час цієї подорожі на борту корабля виявили двох підлітків, які пробрались на корабель. Обидва були громадянами Бурунді і були передані імміграційним органам, коли корабель причалив у Дурбані.  Оутеніка вирушив із Саймонс-Тауна 10 вересня того ж року, щоб взяти участь у військово-морському огляді в Австралії на початку жовтня, але цей візит не відбувся, оскільки огляд було скасовано в результаті атак 11 вересня. Замість цього вона відвідала Реюньйон і провела тренування з французьким флотом перед тим, як повернутися до Саймон-тауна 12 жовтня. 
Outeniqua брала участь в іншому круїзі в січні та лютому 2002 року, коли вона та швидкісний штурмовий катер SAS Adam Kok відвідали Дар-ес-Салам, Танга-Бей і Занзібар для проведення навчань з підтримання миру. Під час цієї подорожі Outeniqua посадила патрульний катер SAS Tobie і два портові патрульні катери класу Namacurra.  У вересні 2002 року повідомлялося, що Outeniqua буде використано для транспортування 200 слонів та великої кількості інших тварин з Уолфіш-Бей у Намібії до Луанди в Анголі протягом червня 2003 року. Ця подорож мала бути частиною програми під назвою «Операція «Ноїв ковчег», яка мала на меті відновити населення національного парку Кішама після закінчення громадянської війни в Анголі.   Однак невідомо, чи здійснилась ця подорож. Outeniqua здійснила свій другий візит до острова Святої Єлени в грудні 2002 року, а також причалила до Намібії, перш ніж повернутися до міста Саймон. 
У червні 2003 року Outeniqua брав участь у тритижневих військово-морських навчаннях, у яких брали участь вісім військових кораблів, підводний човен SAS Assegaai та літаки ВПС Південної Африки.  Також у 2003 році екіпаж корабля відремонтував обладнання на острові Гоф. 
У травні 2004 року повідомлялося, що Outeniqua незабаром буде виведено з експлуатації.  Військово-морські сили заявили, що судно було виведено з експлуатації, оскільки його експлуатація ставала все дорожчою, і він не підходив для підтримки нових фрегатів класу Valour, оскільки був надто повільним і не міг забезпечити їх достатньою кількістю палива.   Згодом Outeniqua було виведено з експлуатації 30 липня 2004 року та виставлено на продаж.  У той час повідомлялося, що вона провела в морі лише третину своєї оперативної кар'єри.  Зрештою корабель було продано за 40 мільйонів рандів. 